# Rio Tarim
O rio Tarim (塔里木河, Talimu-he) é o principal rio da Região Autónoma de Sinquião na República Popular da China. Formado pela união dos rios Aksu (Akesu) e Yarkand (Yarkianghe), flui na direcção leste à volta do deserto de Taklamakan. Desemboca no Lop Nor, uma série de lagos salgados. O seu comprimento total é de 2.030 km. O rio não é navegável.

## Bacia do rio Tarim
A bacia do rio Tarim (em chinês Talimupendi) é uma bacia endorreica, e uma das maiores do mundo. Grande parte desta bacia é considerada parte do deserto de Taklamakan, e rodeada por diversas montanhas. É habitada maioritariamente por uigures e por membros da etnia han. A bacia dispõe de importantes depósitos de petróleo e gás natural.
A rota da seda entra na bacia do Tarim, entre Kashgar e Yumen divide-se em duas rotas diferentes, seguindo os limites norte e sul do Taklamakan. Antigamente na bacia falavam-se línguas tocárias. Os chineses tomaram o controlo da zona em finais do século I sob liderança do general Bao Chao.
O Império Cuchana expandiu-se pela bacia entre  século I e o século II, estabelecendo o reino de Kashgar e competindo pelo controlo da área com os nómadas e as tropas chinesas. Introduziram o idioma brahmi e o budismo, e desempenharam um papel importante na difusão do budismo para o resto da Ásia através desta rota.